# Generalni inkwizytorzy Portugalii
Generalny inkwizytor Portugalii – w latach 1536-1821 tytuł zwierzchnika portugalskiej inkwizycji.

## Lista generalnych inkwizytorów Portugalii
Wśród osiemnastu generalnych inkwizytorów Portugalii było pięciu kardynałów i dwunastu biskupów lub arcybiskupów. Tylko José de Bragança, nieślubny syn króla Jana V, nie należał do wyższego duchowieństwa. Kardynał Henrique de Avis, inkwizytor generalny w latach 1539–1578, pochodził z portugalskiej rodziny królewskiej i w 1578 został królem Portugalii jako Henryk I Kardynał (1578–1580). Ponadto, Jorge da Attaide, mimo formalnej nominacji (1600/1), nigdy funkcji tej nie objął.
| Lp. | Nazwisko                          | Inne funkcje i tytuły kościelne                                                                         | Okres urzędowania                       | Uwagi |
| --- | --------------------------------- | --- | --------------------------------------- | --- |
| 1   | Diogo da Silva OFM                | Biskup Ceuty (1534–40), arcybiskup Bragi (1540–41)                                                      | 23 maja 1536 – 3 lipca 1539             | |
| 2   | Henrique de Avis                  | Kardynał (1545–80), arcybiskup Bragi (1533–40), Évory (1540–64, 1574–78) i Lizbony (1564–69)            | 3 lipca 1539 – 27 grudnia 1578          | Regent królestwa Portugalii (1562–68) Od 4 sierpnia 1578 król Portugalii |
| 3   | Jorge de Almeida                  | Arcybiskup Lizbony (1570–85)                                                                            | 27 grudnia 1578 – 20 marca 1585         | |
| 4   | Albrecht VII Habsburg             | Kardynał (1577–98) i arcybiskup elekt Filippi (1594) i Toledo (1594–98)                                 | 25 stycznia 1586 – 12 lipca 1596        | Wicekról Portugalii (1583–93) Zrezygnował z godności kardynalskiej w 1598 |
| 5   | António de Matos de Noronha       | Biskup Elvas (1591–1610)                                                                                | 12 lipca 1596 – 30 stycznia 1601        | Brewe papieża Klemensa VIII dymisjonujące go z funkcji inkwizytora generalnego datowane jest 12 lutego 1600, jednak nie zostało ogłoszone aż do stycznia 1601, gdyż mianowany jego następcą Jorge de Attaide nie przyjął nominacji |
| 6   | Alexandre de Bragança             | Arcybiskup Évory (1602–08)                                                                              | 29 lipca 1602 – 24 sierpnia 1604        | |
| 7   | Pedro de Castilho                 | Biskup Angry (1578–83) i Leiria (1583–1604)                                                             | 24 sierpnia 1604 – 31 marca 1615        | Wicekról Portugalii (1605-08 i 1612-14) |
| 8   | Fernão Martins Mascarenhas        | Biskup Algarve (1594–1617)                                                                              | 4 lipca 1616 – 20 stycznia 1628         | |
| 9   | Francisco de Castro               | Biskup Guardy (1617–32)                                                                                 | 19 stycznia 1630 – 1 stycznia 1653      | |
| 10  | Pedro de Lencastre                | Tytularny arcybiskup Side (1671–73)                                                                     | 26 października 1671 – 23 kwietnia 1673 | książę Aveiro |
| 11  | Veríssimo de Lencastre            | Arcybiskup Bragi (1670–77) i kardynał (1686–92)                                                         | 28 listopada 1676 – 12 grudnia 1692     | |
| 12  | José de Lencastre OCarm           | Biskup Miranda do Douro (1677–81) i Leirii (1681–94)                                                    | 1 lipca 1693 – 13 września 1705         | |
| 13  | Nuno de Cunha da Ataíde           | Tytularny biskup Targi (1705–12) i kardynał (1712–50)                                                   | 30 lipca 1707 – 14 grudnia 1750         | |
| 14  | José de Bragança                  | | 15 marca 1758 – 21 lipca 1760           | Nieślubny syn króla Jana V |
| 15  | João Cosme da Cunha CanReg        | Tytularny biskup Olimpu (1746), biskup Leirii (1746–60), arcybiskup Évory (1760–83), kardynał (1770–83) | 31 marca 1770 – 31 stycznia 1783        | |
| 16  | Inácio de São Caetano OCarm       | Biskup Penafiel (1771–78), tytularny arcybiskup Tessaloniki (1778–88)                                   | 6 lutego 1787 – 29 listopada 1788       | |
| 17  | José Maria de Melo Orat           | Biskup Algarve (1787–89)                                                                                | 7 stycznia 1791 – 9 stycznia 1818       | |
| 18  | José da Cunha de Azevedo Coutinho | Biskup Olindy (1794–1806) i Elvas (1806–20)                                                             | 11 sierpnia 1818 – 5 kwietnia 1821      | Ostatni inkwizytor generalny |